# SK Broadband
SK Broadband, Inc. (кор. SK브로드밴드), ранее известная как Hanaro Telecom — южнокорейская телекоммуникационная компания, дочернее предприятие компании SK Telecom,центр которого находится в Сеуле. Один из крупнейших корейских интернет-провайдеров, предоставляющих услуги широкополосного соединения. В 2008 году Haneda Telecom была приобретена компанией SK Group, став её дочерним предприятием под названием SK Broadband. В 2015 году компания SK Telecom выкупила всю долю компании на бирже.
До 2008 года Hanaro Telecom контролировала почти половину корейского рынка наземных услуг связи, поскольку была единственным региональным конкурентом государственной корпорации KT Corp. в сфере «последних миль». Также в структуре этой компании есть отдел Broad &, который контролирует значительную часть рынка телефонных карт в стране. 

## История
Компания Hanaro Telecom была основана 23 сентября 1997 года. Будучи изначально компанией, предоставлявшей услуги связи по выделенной линии, Hanaro Telecom вышла на рынок широкополосных соединений в 1999 году и вскоре стала Triple Play-оператором, предоставлявшим услуги голосовой IP-связи, широкополосный интернет и IP-телевидение (B TV). Для корпоративных клиентов Hanaro Telecom предоставляла связь по выделенной линии и услуги создания дата-центров.
С 2000 года Hanaro участвовала в маркетинговой программе Cisco Powered Network Program, начав предоставлять свои услуги клиентам с использованием оборудованя производства Cisco Systems. Компании Hanaro Telecom and Korea Thrunet владели порядка 45% рынка широкополосного соединения, а крупнейший оператор связи Korea Telecom к 2002 году владел порядка 50% рынка. Для укрепления своих позиций на рынке широкополосных соединений Hanaro приобрела ближайшего конкурента, Korea Thrunet, в марте 2005 года за сумму в 471,4 млрд корейских вон] (около 460 млн долларов США): итоговая цена оказалась ниже на 5%, чем изначальное предложение Hanaro, сделанное с целью вытеснить Dacom.
В феврале 2008 года крупнейший оператор беспроводной связи SK Telecom приобрёл Hanaro Telecom за 1,9 трлн корейских вон (около 1,2 млрд долларов США). 22 сентября того же года компания была переименована в SK Broadband.
В октябре 2014 года компания SK Broadband представила на конференции Международного союза электросвязи первое в мире Интернет-соединение, обеспечивающее скорость передачи данных до 10 Гбит/с и превосходившее лучшие LAN-соединения в Корее, обеспечивавшие скорость передачи до 100 Мбит/с.
В 2015 году компания ST Telecom выкупила на бирже все акции SK Broadband, закрыв сделку 1 июля 2015 года, и стала единоличным владельцем SK Broadband. 
В ноябре того же года SK Telecom приобрела 30% акций компании-конкурента CJ Hellovision за 500 млрд корейских вон.
В сентябре 2021 года компания SK Broadband подала в суд на Netflix, потребовав от американской компании оплатить выросшие в связи с увеличением сетевого трафика расходы SK Broadband. Их рост был связан с популярностью сериала «Игра в кальмара»: по заявлению SK Broadband, нагрузка на сеть выросла в 24 раза с 50 Гбит/с в мае 2018 года до 1200 Гбит в сентябре 2021 года.